# Запорозька Січ
Запоро́зька Сі́ч або Запорі́зька Сі́ч — укріплений осередок нереєстрового Війська Запорозького Низового другої половини XVI — кінця XVIII століття, що був розташований за порогами Дніпра. Збереглися відомості про вісім Запорозьких Січей, які наслідували одна одну.
Першим відомим кошовим отаманом Війська Запорізького був Остафій Дашкевич (поч. XVI ст.).

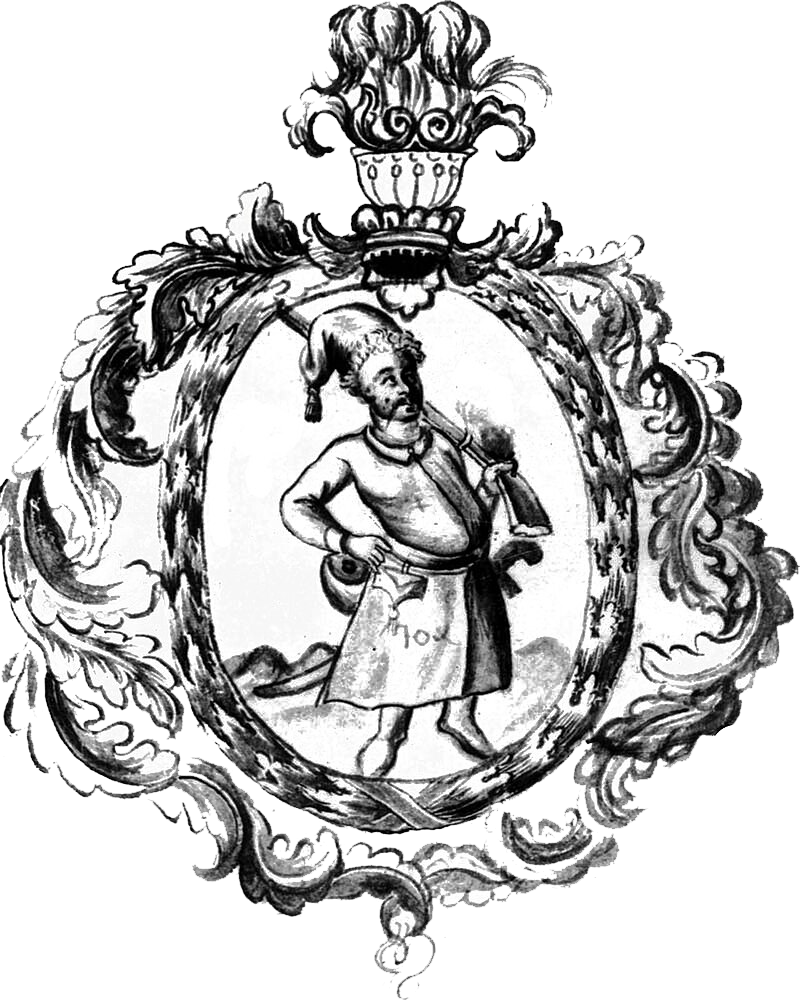
Герб Війська Запорозького з літопису Григорія Грабянки, що присвятив йому пісню (староукр.) «Войська Запорозького воїн знаменитий»

У сучасності термін Запорозька Січ також іноді вживається для позначення усієї території та устрою Війська Запорозького.

## Устрій

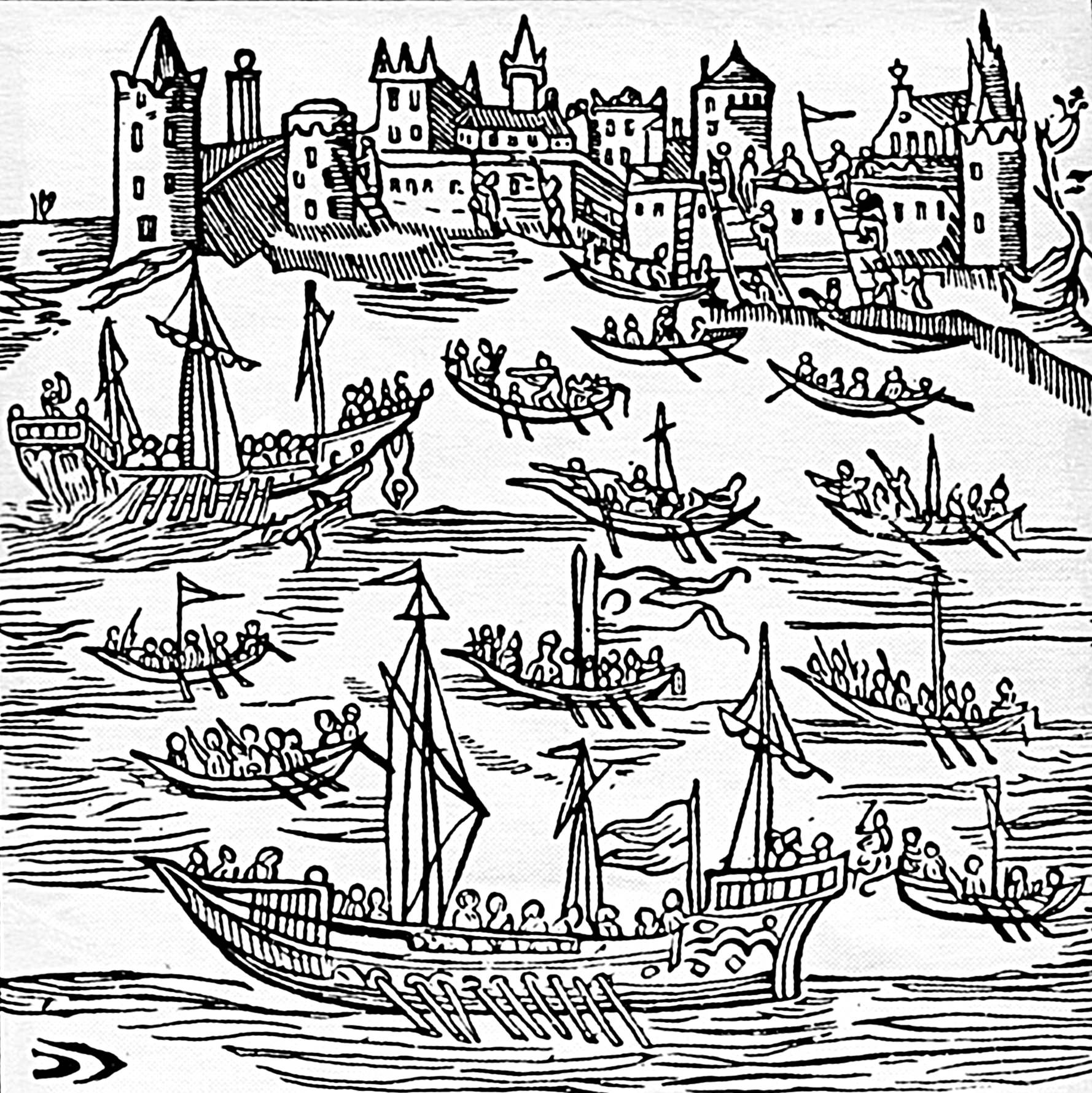
1616 року запорожці на «чайках» під проводом гетьмана Петра Сагайдачного знищують османський флот і захоплюють Кафу

Запорозька Січ була обведена високими валами з палісадом і зрубами, на які ставилися гармати. Між валами була широка площа, на краю якої стояли курені — казарми, де мешкали запорожці. Козацька залога на Січі, що звалася також кошем, нараховувала кілька тисяч (іноді її чисельність доходила до 10 тис.) озброєних козаків. На площі містилася церква, будинки старшини, школа, господарські та військові споруди. Січова церква Покрови Пресвятої Богородиці і духовенство перебували під зверхністю Києво-Межигірської архімандрії. Площа біля церкви була центром суспільно-політичного життя Запорозької Січі, де відбувалися Січові ради тощо. Поза валами був Січовий базар, куди приїжджали купці з власними товарами.
Січовики продавали тут продукти своєї праці — рибальства і мисливства. На Січі не було ні феодальної власності на землю, ні кріпацтва. На Запоріжжі панував не феодальний примус, а принцип найму. Панівну верству Запорозької Січі становили не феодали як привілейований стан, а власники рибних промислів, багаті скотарі й торговці, а пізніше, в міру розвитку землеробства та інших галузей господарства — власники великих зимівників, водяних млинів, чумацьких валок тощо.
Цим багатіям протистояла голота — безліч бідняків, позбавлених засобів виробництва і власного житла. Між цими двома протилежними класовими групами, перебував прошарок дрібних власників. Із середовища багатого козацтва виходила керівна верхівка — старшина, яка зосереджувала у своїх руках адміністративну владу і судову, керувала військом і розпоряджалася коштами. Вона представляла Запорозьку Січ у зносинах із зовнішнім світом. Усю старшину обирали на військовій козацькій раді, причому у виборах мало право брати участь усе козацтво. Однак, попри це, заможна верхівка в більшості випадків добивалася вигідних для себе ухвал козацької ради. Відзначаючи специфічні риси політичної організації запорозького козацтва, Січ називають «козацькою республікою». Запорозькі козаки становили товариство — громаду, яка поділялася на курені. Найвищим органом влади на Січі була військова козацька рада, в якій брали участь усі козаки. Рада обирала кошового отамана, козацьку старшину, спільно вирішувала найважливіші питання. На Запорозькій Січі діяв козацький військовий суд, який нещадно карав за вбивство товариша, крадіжки у побратимів. Каралися також приведення на Січ жінок, пияцтво під час походів, кривда жінки, зухвалість до начальства тощо. На Запоріжжі при церквах діяли школи, де діти козаків навчалися письма, церковного читання, співу та музики. Ще одним показником розвитку культури на Січі було шанобливе ставлення запоріжців до книжок. Звичайно, купувати та дарувати книжки, могли дозволити собі лише заможні козаки.

### Сухопутні і морські походи Запорозької Січі
Запорозька Січ здійснювала сухопутні і морські походи на поляків, османів і татар, московитів.
У сухопутних походах, які здійснювали в основному навесні, переважала кіннота.
Для морських походів обирали головно осінній час і здійснювали їх на морських суднах — чайках, що вміщували від 50 до 70 козаків. Крім чайок інколи використовували й більші кораблі. Попереду йшло судно Кошового отамана, на якому майорів отаманський стяг.
Кожен козак був добре озброєний: шабля, дві рушниці, шість фунтів пороху, достатня кількість куль, ядра для фальконетів, один нюрнберзький квадрант (для орієнтування).

## Історія

### Виникнення
Першою літописною Січчю є Томаківська — саме про цей острів, на якому на той час ще розміщувався лише уход, писав Марцін Бельський:

| здавна на ньому низові козаки мешкають, яко ж їм стоїть за найміцніший замок. |
Достовірний опис Томаківки вже з укріпленням та козацькою радою початку 80-х років XVI ст. подав Бартош Папроцький, котрий розповів про поїздку на Запорожжя польського шляхтича Самуеля (Самійла) Зборовського. Першої половини 80-х, стосуються й перші згадки про дерев'яні січові укріплення — засіки, що їх будували козаки. Секретар папського нунція в Польщі Карло Гамберіні 1584 р. сповіщав:

| «Дерева там багато і вони (козаки) так уміють боронити себе засіками що й зимою, як Дніпро змерзне, не бояться ніякого ворога, для більшої певності вирубають навколо лід» |

### Хортицька теорія
Частина істориків вказувала як на засновника, нібито «першої Хортицької січі» — Дмитра Вишневецького. Доводи проти цієї точки зору наступні:
- Історичні джерела засвідчують будову не «січі», а «замку»
- Вишневецький був одноосібним володарем, а не обраним отаманом
- Тогочасні літописці серед вояків Байди — козаків майже не згадують
- Один з листів Сигізмунда II Августа до Вишневецького свідчить у тому числі про антикозацьку спрямованість фортеці

### Хронологія
Протягом існування Війська Низового, його осередками у різний час були 8 Запорозьких січей:
- Хортицька — 1556—1557 роки
- Томаківська — 70-80 роки XVI ст.
- Базавлуцька — 1593—1638 роки
- Микитинська — 1639—1652 роки
- Чортомлицька — 1652—1709 роки
- Кам'янська — 1709—1711, 1730—1734 роки
- Олешківська — 1711—1728 роки
- Нова (Підпільненська) Січ — 1734—1775 роки.

### Знищення Запорозької Січі (1709)
Уряд царя Петра І розглядав Запорозьку Січ як один з осередків визвольної боротьби українського народу. Після переходу на бік шведів гетьмана Івана Мазепи та частини запорозької старшини й козаків під проводом кошового отамана Костя Гордієнка, царський уряд звинуватив усе запорозьке козацтво в зраді.
За наказом царського уряду 14 (25) травня 1709 р. Запорозьку Січ було зруйновано військами під орудою полковника Яковлева. Кошовий отаман Степаненко у листі гетьману Скоропадському писав:

| Учинилось у насъ въ Сичѣ то, что по Галагановой и московской присягѣ, товариству нашему голову лупили, шею на плахахъ рубили, вѣшали и иныя тиранскія смерти задавали, и дѣлали то, чего и въ поганствѣ, за древнихъ мучителей не водилось: мертвыхъ изъ гробов многихъ не только изъ товариства, но и чернецовъ откапывали, головы имъ отсѣкали, шкуры лупили и вѣшали.[7] |
Після поразки шведської армії та українських козаків під командуванням гетьмана Мазепи під Полтавою, деякі запорожці пішли на південь й 1710 року заснували нову Січ, при впаданні в Дніпро річки Кам'янки (на Херсонщині). Однак за наказом Петра вона була зруйнована військами гетьмана Скоропадського й генерала Бутурліна. Запорожці відійшли ще далі й заснували Олешківську Січ у межах Османської імперії.
Частина запорожців, у тому числі кошовий Кость Гордієнко, брали участь у невдалому поході Пилипа Орлика на Правобережжя задля боротьби проти московської влади.
Відповідно до Прутської мирної угоди (1711) та Адріанопольської угоди (1713) Московська держава відмовлялась від зазіхань на Правобережну Україну і Запоріжжя та визнавала юрисдикцію Османської імперії над Запорозькою Січчю. Запорозькі козаки (Олешківська Січ) знаходились під владою Османської імперії до 1734 року.
Почавши підготовку до війни з Кримським ханством і Османською імперією, царський уряд знову запросив козаків повернутися на Запоріжжя. В березні 1734 року, запорожці заснували на річці Підпільній (рукаві Дніпра), поблизу колишньої Старої Січі, так звану Нову Січ. Влітку 1734 року був підписаний Лубенський договір, що закріплював владу Російської імперії на території Війська Запорозького Низового.

### Ліквідація Запорозької Січі (1775)

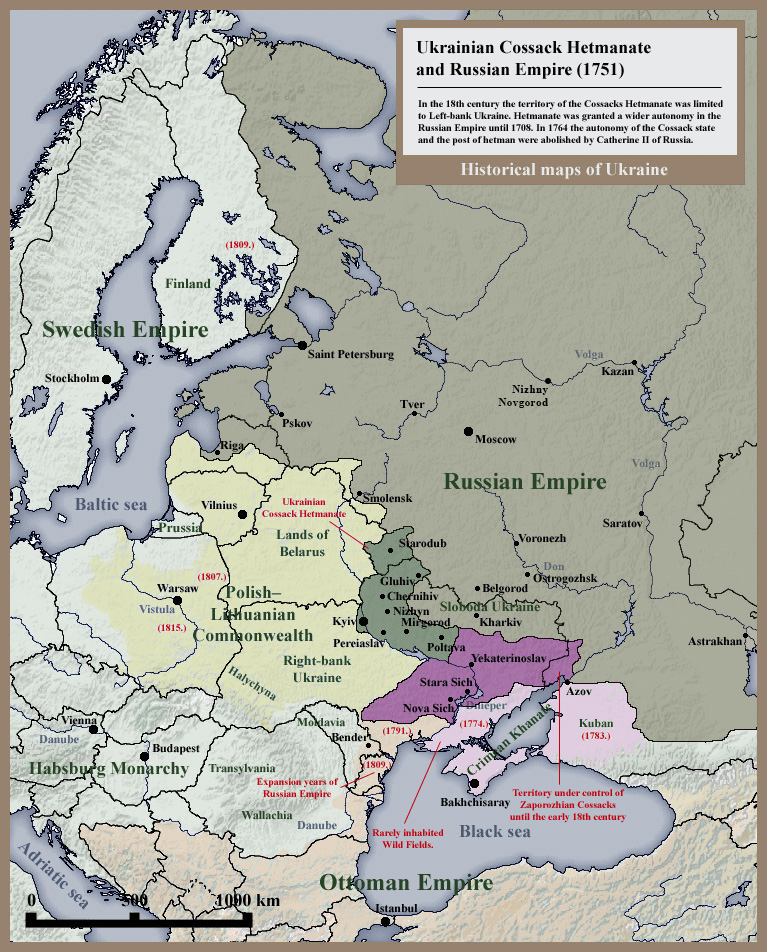
Кінець Запорозької Січі (1751—1775).

Останній період (1734–1775 рр.) в історії Запорозької Січі позначився з одного боку, помітним економічним піднесенням Запоріжжя, з другого — поступовим занепадом автономії Запорозької Січі і тих порядків, які були властиві їй у ранній період. Посилення феодально-кріпосницького і національного гніту в центральних районах України і відносний спокій на російсько-кримських кордонах сприяли народній колонізації Запоріжжя. В 70-х роках 18 ст. населення Запоріжжя становило, ймовірно, 100 тис. чоловік. У зв'язку з цим ускладнилося й управління краєм. Саме тоді склався адміністративно-територіальний поділ Запоріжжя на 8 паланок (округів). Відбулися зміни і в економіці Запорозької Січі, що полягали насамперед у розширенні землеробства, якого раніше майже не було, в подальшому розвитку скотарства і промислів. У сільському господарстві значне місце посідали зимівники, де успішно розвивалося скотарство, конярство, вівчарство та землеробство. Робочу силу великих зимівників становили наймити. Основна кількість населення зосереджувалася, однак, не в зимівниках, а в слободах. Земля вважалася власністю всього війська і Кіш відводив її власникам зимівників і слобідським громадам. Населення слобід виконувало різні повинності. Головною повинністю козака, була військова служба на власний кошт. Посполитих звільняли від військової служби, але натомість вони відбували багато інших повинностей на користь війська і сплачували грошові податки. Найману працю широко застосовували і на промислах — рибних, соляних, у чумацтві тощо. Заможне козацтво всіляко обмежувало повноваження військової ради, прагнуло замінити її Радою старшини і «значного товариства». За Нової Січі, козацтво почало відокремлюватися від посполитих, перетворюватися на верству, головним обов'язком якої було відбування військової служби, а привілеєм (для більшості в основному тільки формальним) — участь у самоврядуванні, передусім у військовій раді.
Для нагляду за діями кошової старшини, біля Січі 1735 року було збудовано Новосіченський ретраншемент і поставлено військову залогу. Вживалися заходи для перевірки козацьких компутів (списків) і впровадження паспортів. На кордонах Запоріжжя за наказом імператорського уряду, збудовано систему укріплених ліній і засновано військові поселення Нову Сербію (1752 р.) і Слов'яно-Сербію (1753 р.). Після ліквідації гетьманства (1764 р.) Запорозька Січ лишалася єдиним українським краєм, де ще зберігалася автономія. За Кючук-Кайнарджійським мирним договором 1774 р. кордони Російської імперії відсунулися до гирла Південного Бугу, і Запорозька Січ втрачала значення форпосту в боротьбі проти османсько-татарської агресії. Крім того, імператорський уряд пригадуючи участь січовиків у кривавому повстанні на Правобережжі в 1768 році, відомішому як Коліївщина, побоювався нових заворушень. Тим більше, Омелян Пугачов у 1774 р. під час бунту збирався йти на возз'єднання з запоріжцями, відчуваючи моральну підтримку з їхнього боку. Після придушення бунту, для багатьох учасників цього повстання, Запоріжжя стало надійним прихистком.
У квітні 1775 року Г. Потьомкін виступив на засіданні імператорського уряду з проєктом ліквідації Запорозької Січі. На початку червня 1775 р. імператорські війська на чолі з генералом П. Текелієм, що поверталися з османського фронту, та генерала Федора Чорби, що був викликаний для цього з придушення повстання О. Пугачова, оточили Запорозьку Січ 4-5 (15-16) червня 1775 р. Не маючи достатніх сил боронитися, кошовий отаман Петро Іванович Калнишевський змушений був здати фортецю без бою. Разом із старшиною його було заарештовано і на пропозицію Потьомкіна заслано за рішенням імператорського суду на 25 років до Соловецького монастиря, де він помер на 113 році життя 1803 року. Запорозьке військо було проголошено розпущеним. Землі Запорозької Січі імператорський уряд почав роздавати поміщикам, а козаків закріпачувати. Це спричинило втечу 5 тисяч запорожців на підвладні Османській імперії землі в гирлі Дунаю, де вони заснували Задунайську Січ.

## Персоналії
- Остафій Дашкевич (1470—1536) — козацький шляхтич. Староста черкаський, канівський та кричівський. Частиною істориків згадується як організатор козацьких загонів, засновник та перший кошовий отаман (в деяких документах згадується як гетьман) Війська Запорізького (1508).[4]
- Дмитро «Байда» Вишневе́цький (р. н. невід.[8]— 1563/1564, Стамбул) — українсько-литовський магнат на Волині, князь гербу Корибут з династії Гедиміновичів, козацький ватажок, гетьман. Урядник Польського Королівства (староста канівський і черкаський). Власник маєтків у містечку Вишнівець Кременецького повіту. Збудований ним замок на острові Мала Хортиця вважається прототипом Запорозької Січі.

## Запорозька Січ у художніх творах
- Запорізька січ (фільм, 1911)
- Дорога на Січ (фільм)
- Таємний посол (тетралогія) — Володимир Малик
- Над Кодаком (повість) — Теодор Микитин
- Яром долиною (роман) — Станіслав Тельнюк
- Сагайдачний (роман) — Андрій Чайковський
- Зруйноване гніздо (роман) — Адріан Кащенко